# ミー (スイス)
ミー（フランス語: Mies）は、スイス・ヴォー州ニヨン郡にある基礎自治体（村）である。ドイツ語読みでミースとも呼ばれる。
ジュネーブとニヨンのほぼ中間にある。海抜410mのレマン湖の南東に位置し、湖に接する部分の長さは1.63 kmである。ミースの最高地点は海抜455mである。南西にはジュネーブ州ヴェルソワ、北西には大きなショッピングモールのあるシャヴァンヌ＝デ＝ボワが接し、北と西には、タネー、ボジ＝ボッセ、コペのコミューンがある。タネーとは、le nant du Torryと呼ばれる小さな渓谷によって隔てられている。

## 歴史
ミーという名前は、ジュネーブとニヨンの中間地点("mi-")、またはヴェルソワとコペの中間地点に位置することに由来すると考えられている。青銅器時代から人が住んでいた痕跡は発見されているが、文献に最初にこの地名が現れるのは1345年で、Miezという名前で記載されている。その後、Miez, Mier, Myez, Myer, Myes, Miesといった様々な表記が現れた。1536年にベルンがヴォー州を征服すると、この村はニヨン地区の管理下に置かれた。これ以降、1815年にジュネーブ州が設立されるまで、ミーはフランスとスイスの国境の村になった。

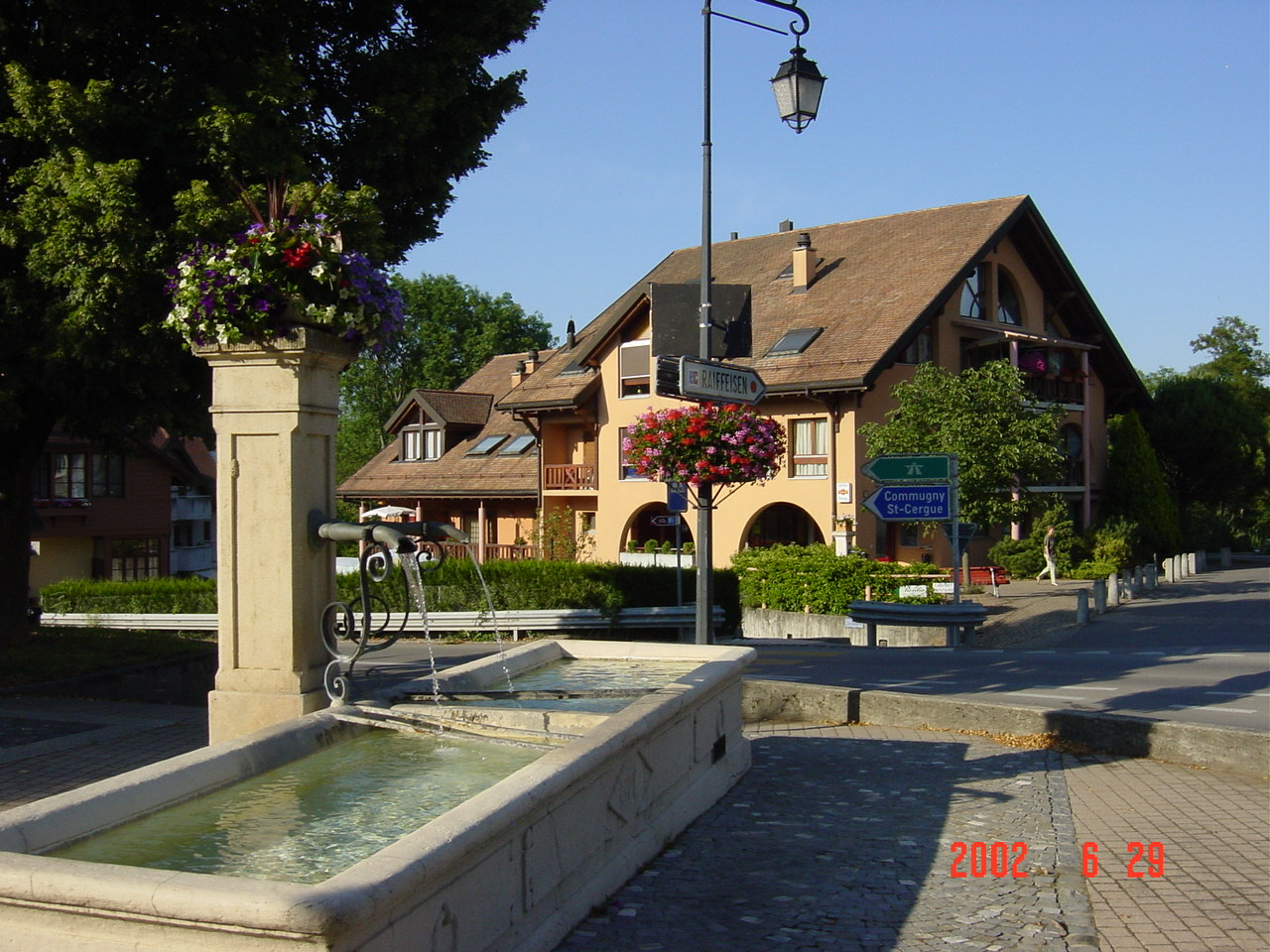
村の中心部

## ミー村
ミー村には、雑貨店、食料品店、郵便局、美容院、ビデオ店、薬局、喫茶店、レストラン、医院、歯科医院、ホテル、銀行などの多くの小企業がある。村の中心部以外のコミューン内には、湖岸を通るスイス国道に沿ってレストランやボートの造船所・格納庫などが点在する。
村長の事務所は、村の中心部にある、長年村の学校として使われていた建物に置かれている。現在の学校は、スポーツセンターの向かいの緑豊かなエリアに置かれている。

## レクリエーション
ミーには、フルサイズのサッカー競技場、バスケットボール競技場、ペタンクのコート、陸上競技場、テニスコートがある。シャワー、トイレ、スナックバーを備えたクラブハウスがあるが、この施設は通常、サッカーの試合が行われているときのみ営業している。
他にポロの競技場のポロ・ド・ヴェテ(Polo de Veytay)があり、ジュネーブポロマスターズなど、毎年いくつかのポロの試合が行われている。これは、コミューンの北西にあってコミューンの面積の約40%・約150ヘクタールを占めるドメーヌ・ド・ヴェテ(Domaine de Veytay)と呼ばれる農林地区の一部である。
ヴェルソワの境界を接した所には、競泳用プールを備えたヴェルソワスポーツセンターがある。
レマン湖の湖岸には公共のビーチがあり、夏の間は多くの人が訪れる。

## 自然保護区
ドメーヌ・ド・ヴェテには、7ヘクタールに及ぶラ・グイユ・マリオン(la Gouille Marion)と呼ばれる自然保護区がある。私有地であるが、入場は制限されておらず、森の中を歩いたり、大きな池を訪れたり、森の中の監視小屋から鳥を見たりすることができる。元々ラ・グイユ・マリオンは沼地で、冬には浸水していた。1972年にリヴ・ドロイ・デュ・ラック森林保護協会（湖の北側の森林保護協会）が、2つの小さな島を持つ大きな池にする作業を行い、水位を制御するための溝も建設した。鳥類学者が鳥を観察できるように鳥類観察所も建てられた。1973年、ラ・グイユ・マリオンは自然保護区に指定され、3月1日から8月1日までの営巣期間中は道からはみ出ることを禁じられている。狩猟も禁止されており、犬にはリードをつける必要がある。森林と池には、池の水を飲むシカ、イノシシ、キツネなどの哺乳類、鳥類、昆虫、さまざまなカエルやヒキガエルなどの両生類が生息している。
ミーには湖岸にもう1つの自然保護区であるレ・クレネ(Les Crénées)がある。これも私有地であるが、一般の入場はできない。

## 地理
ミースの面積は、2009年現在で3.5平方キロメートルである。このうち、1.16平方キロメートル（33.6%）が農地として使用され、1.12平方キロメートル（32.5%）が森林である。残りの土地のうち、1.18平方キロメートル（34.2%）が住宅地（建物と道路）、0.02平方キロメートル（0.6%）が水面であり、0.01平方キロメートル（0.3%）は使用されていない土地である。
建築面積のうち、住宅と建物が26.7%、交通インフラが4.1%、電力と水のインフラなどの特殊用途の土地が1.2%、公園・緑地帯・スポーツ施設が1.7%である。 森林のうち、総面積の31.0%は深い森林に覆われた土地であり、1.4%は果樹園または樹木の小さなクラスターである。農地のうち、18.3%が作物の栽培用、11.9%が牧草地、3.5%がぶどうなどの果樹園として使用されている。自治体の領域内の水面は全て湖である。

## 交通機関

### 鉄道
ミーは、1858年に建設されたジュネーブとローザンヌとを結ぶ主要鉄道路線に沿っている。ミー駅に停車する列車は、北はコペまで、南はヴェルソワやジュネーブまでの各駅停車である。列車は平日は15分ごと、土曜日は30分ごと、日曜日は1時間ごとに出発する。

### バス
最寄りの公共バスは、ジュネーブ中心部（コルナヴァン駅）からミーの境界のすぐ外にあるヴェルソワ競泳プールまで運行される"V"サービスである。

## 紋章
村の紋章の図柄の説明は「淡い金色と青色、銀色の線が入った漆黒の丘から生える3本の緑の杉の木」である。

## 人口統計
2015年12月年現在、ミーの人口は1,981人である。人口の推移を以下のグラフに示す。

## スポーツ
ミーには、
バスケットボールの国際競技連盟である国際バスケットボール連盟(FIBA)本部や、二輪モータースポーツの国際競技連盟である国際モーターサイクリズム連盟(FIM)本部がある。

## ギャラリー

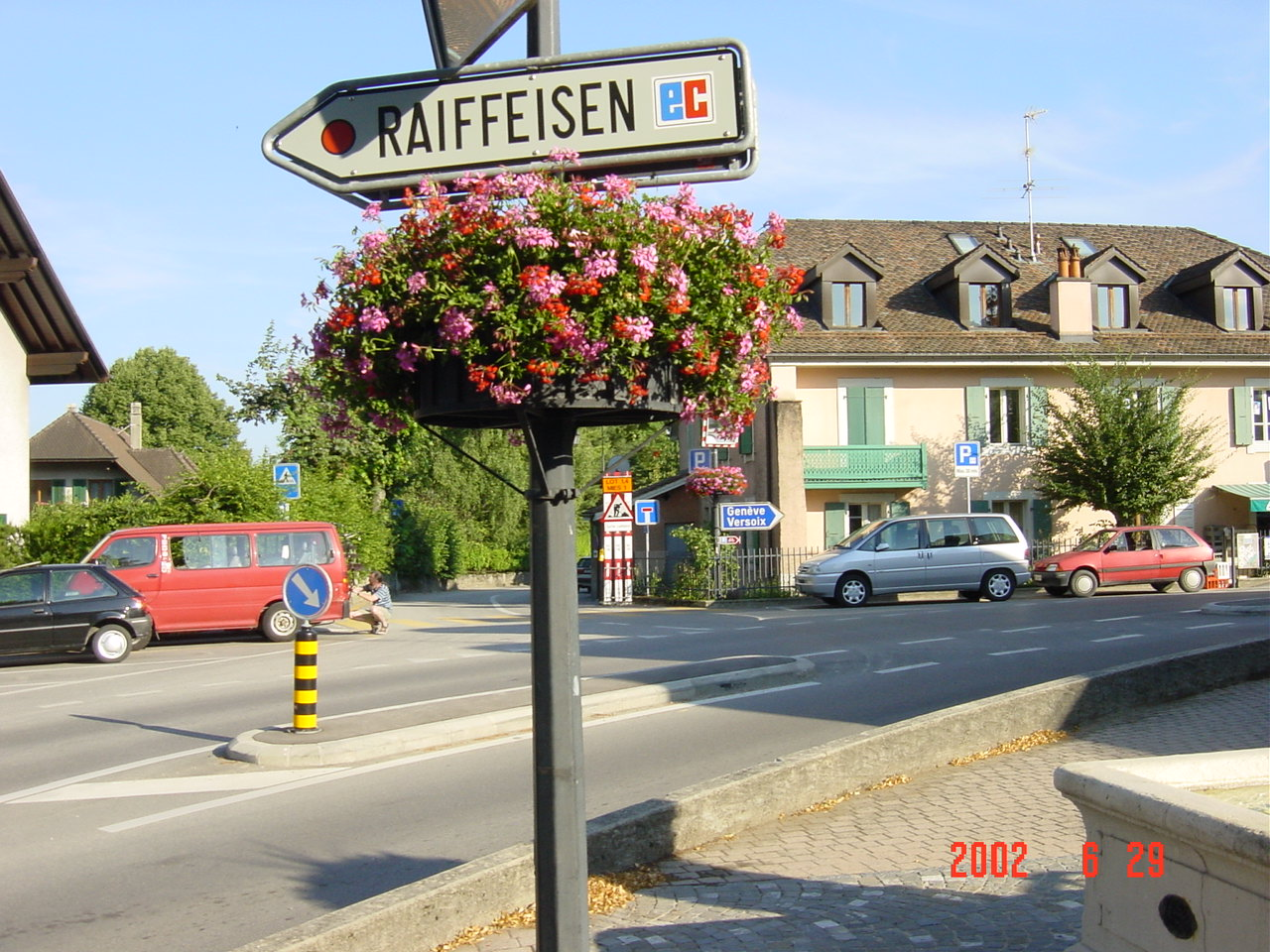
村の中心部
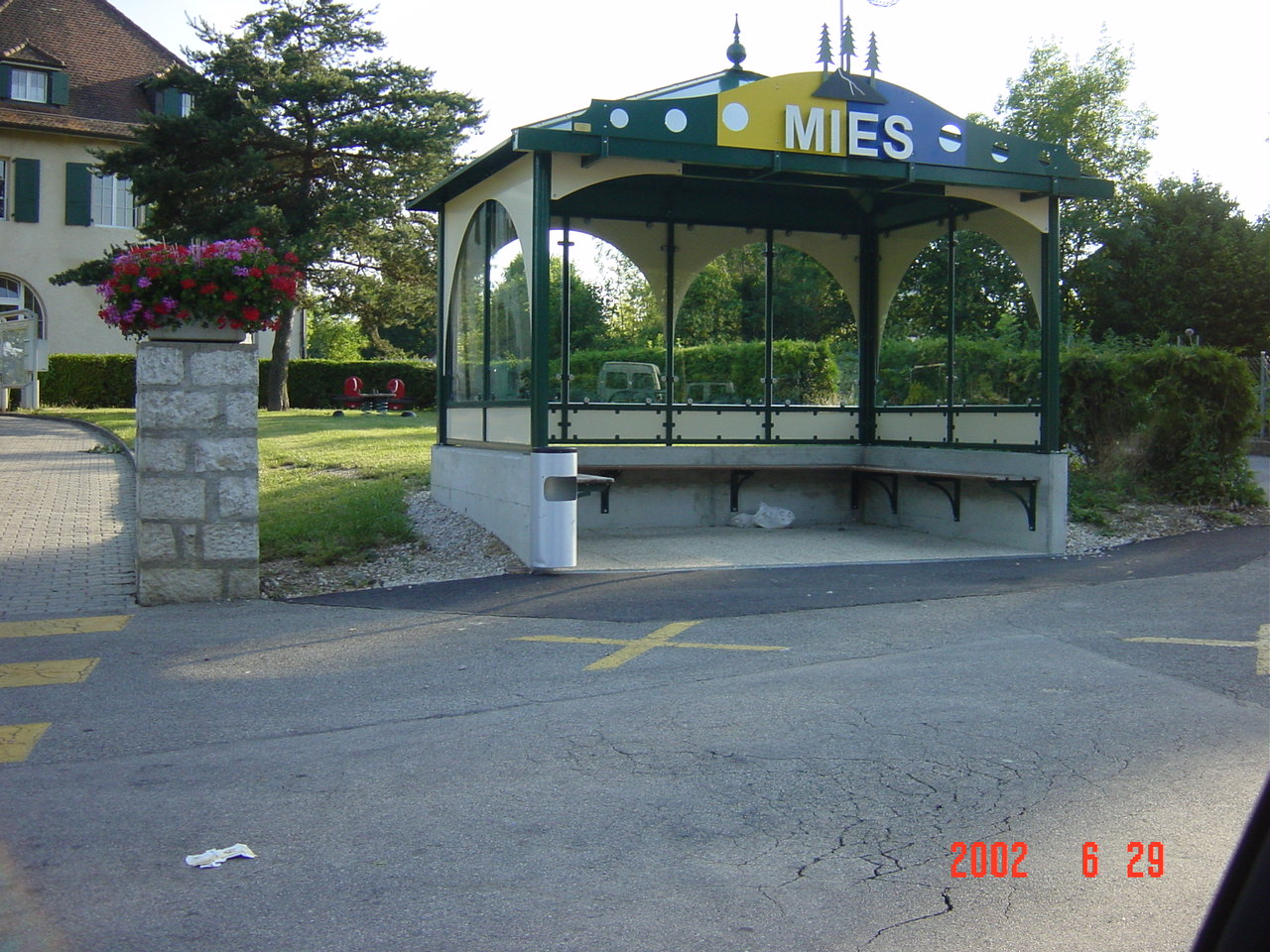
村役場（かつての学校）の前のスクールバスのバス停
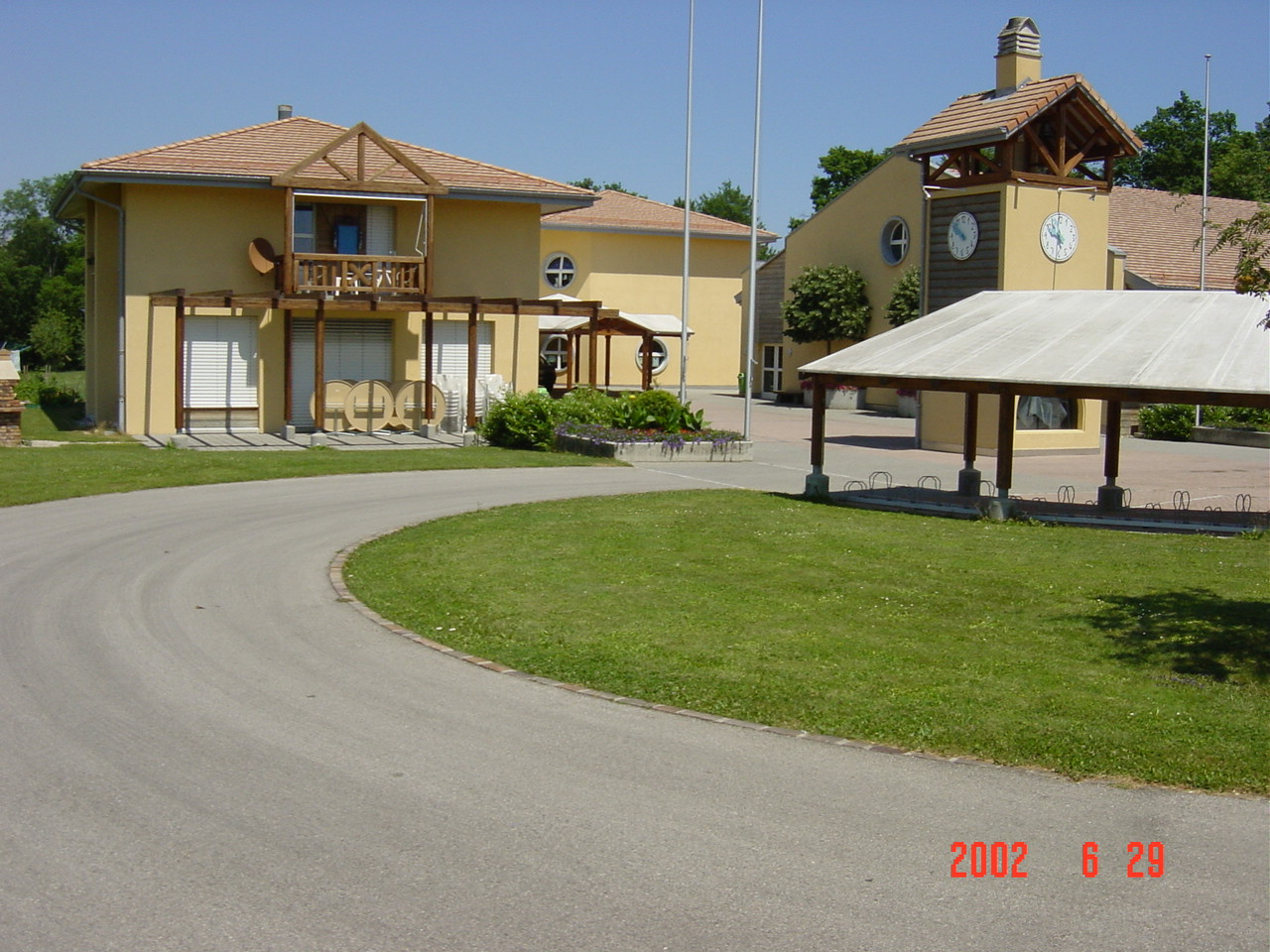
小学校 "Les Sorbiers"
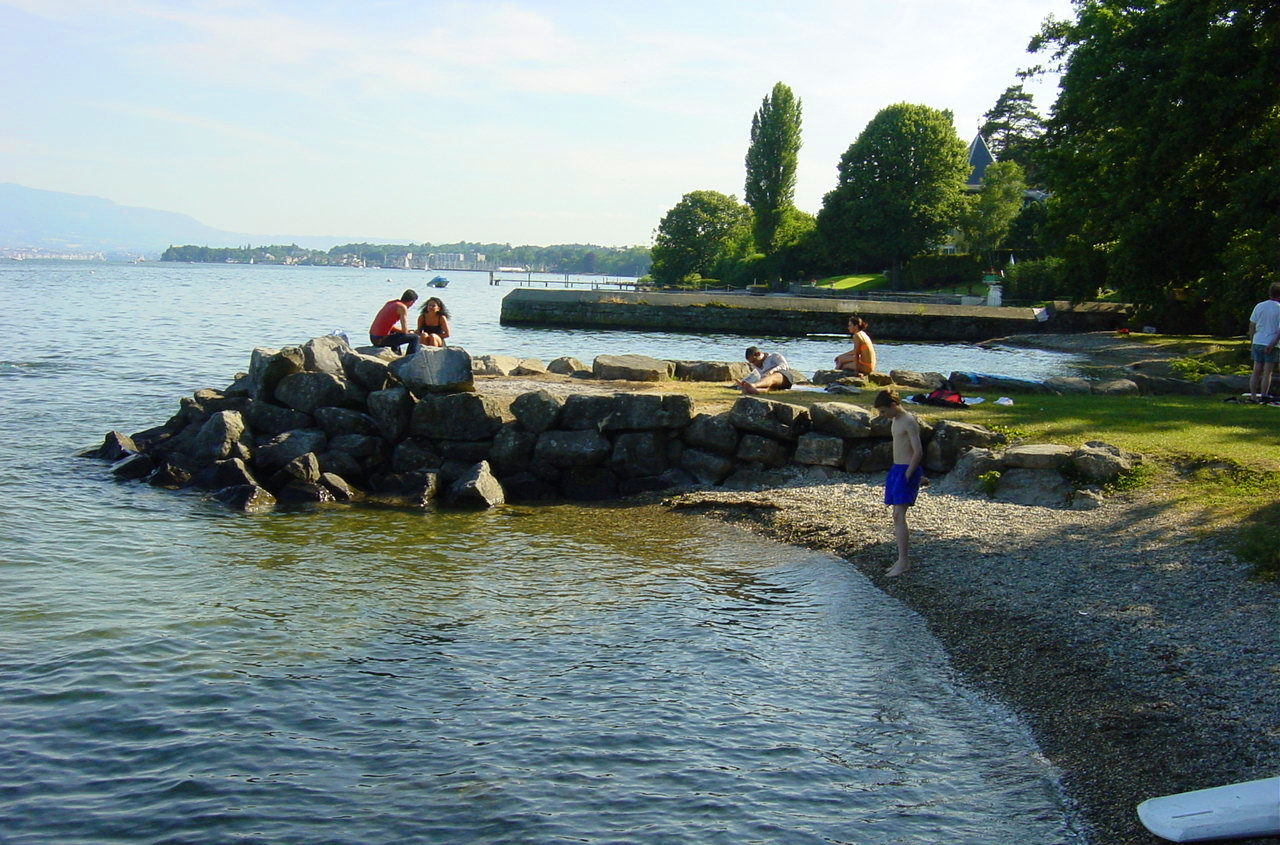
レマン湖の湖岸（公共のビーチ）
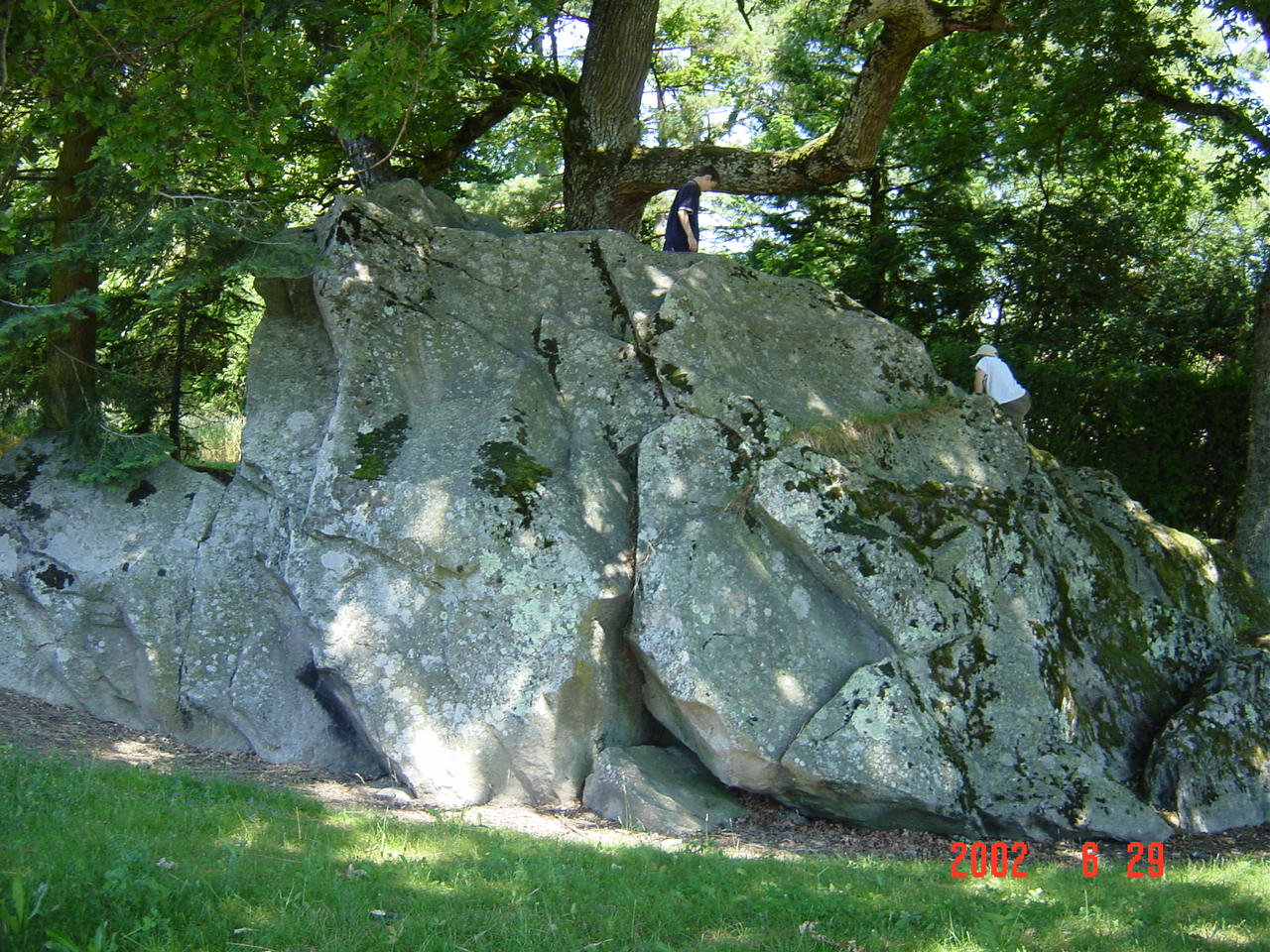
Pierre à Penys
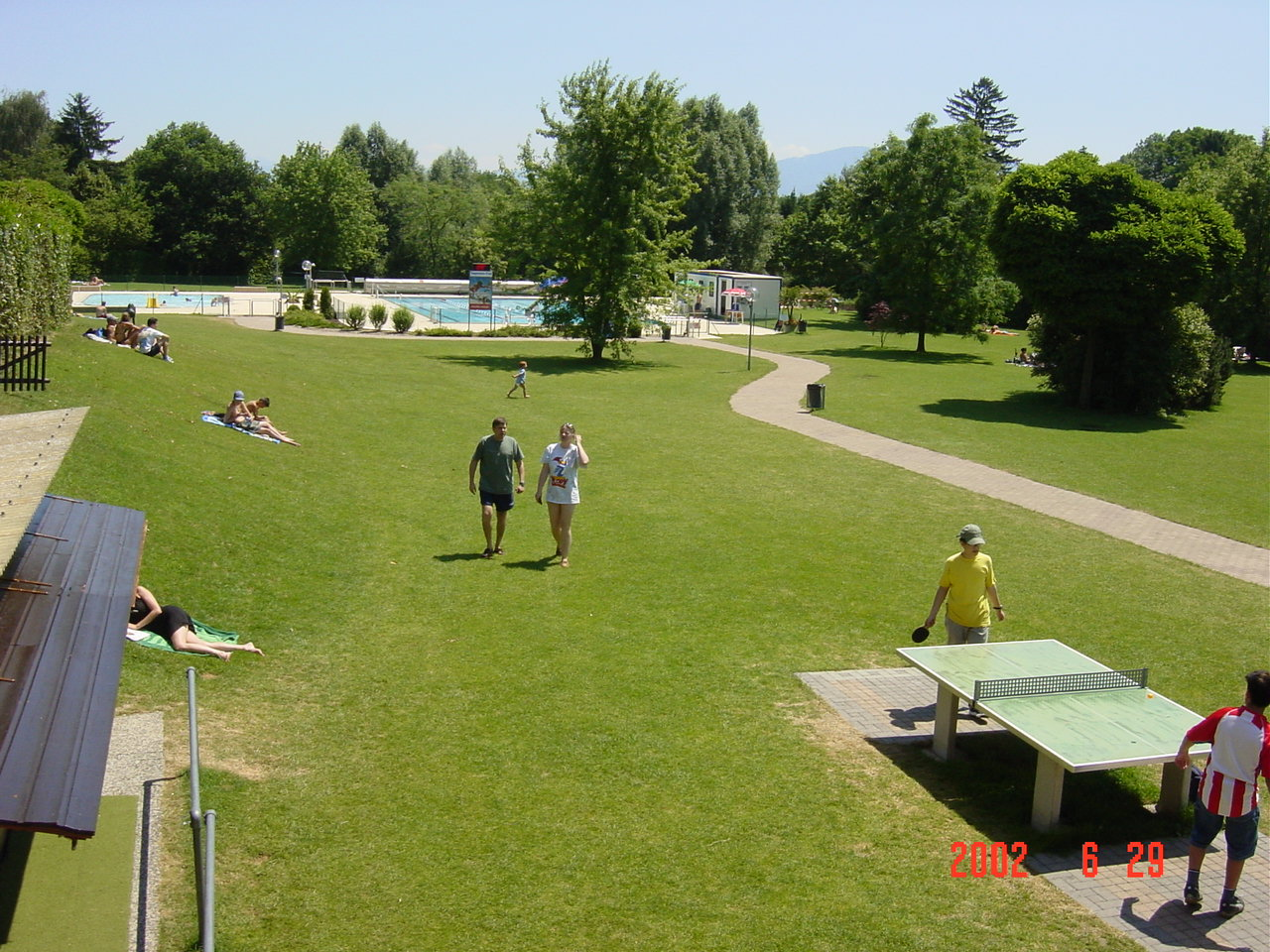
Versoix: Sports centre
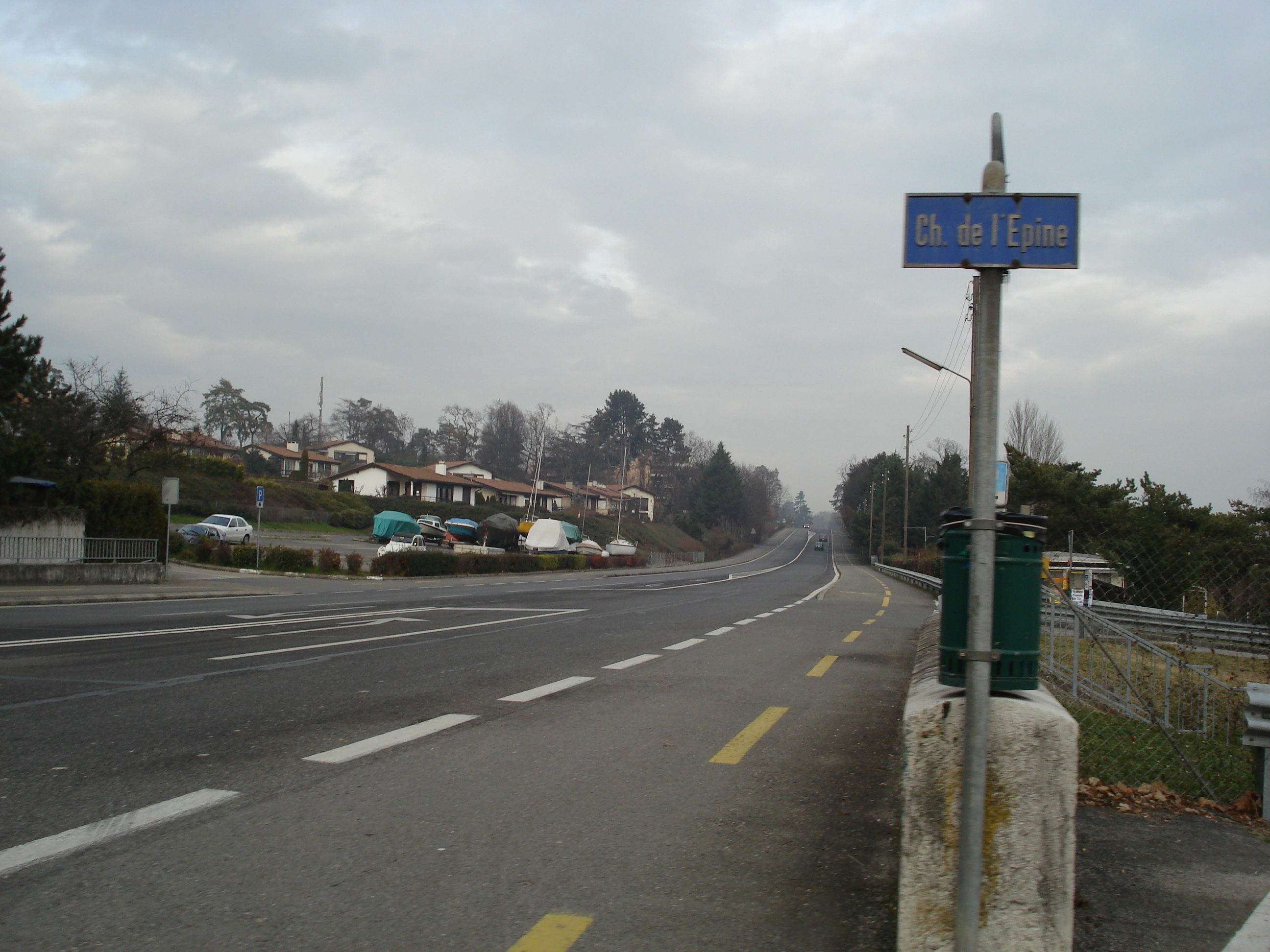
ミーのスイス国道
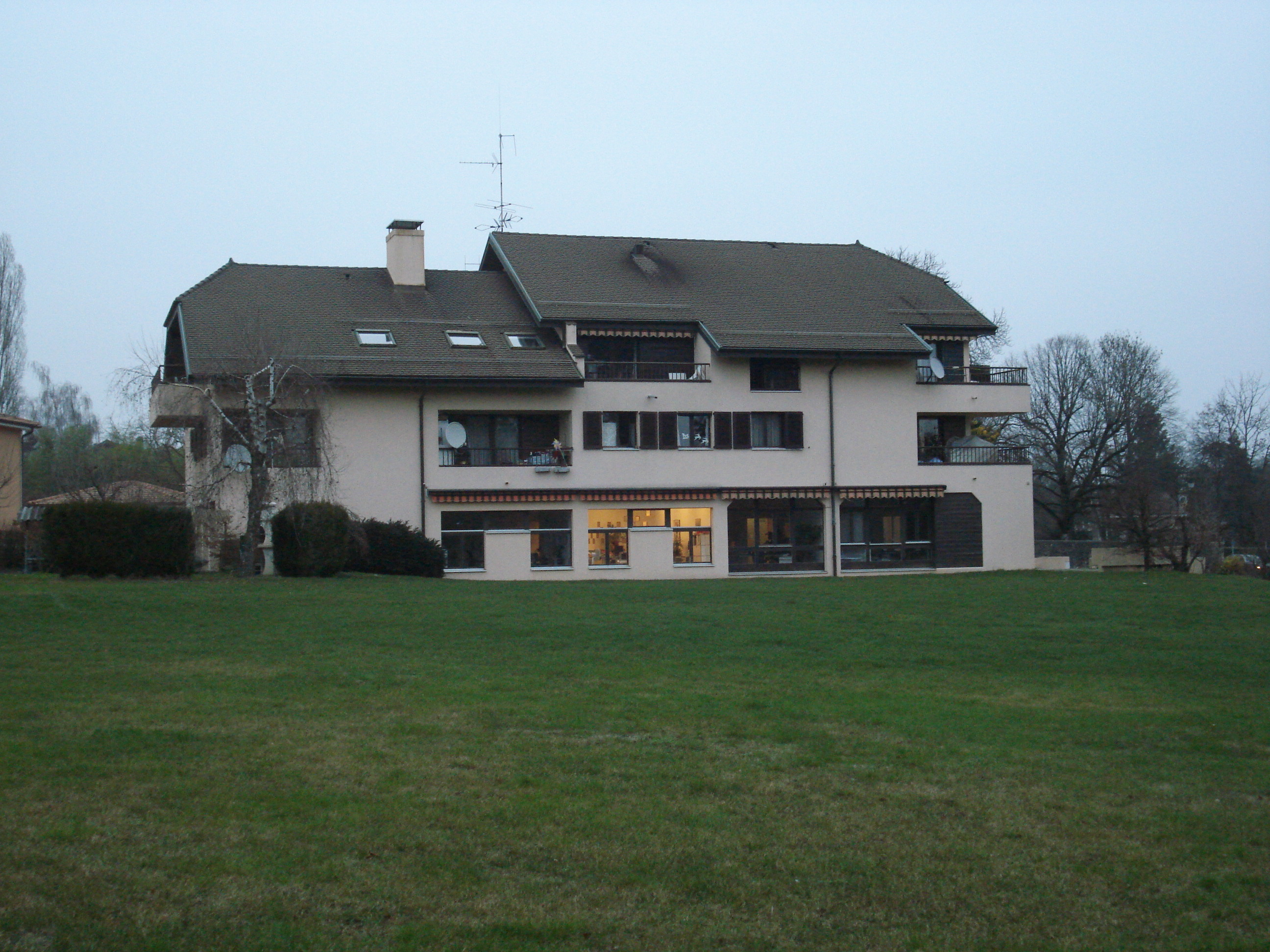
Centre médico-social
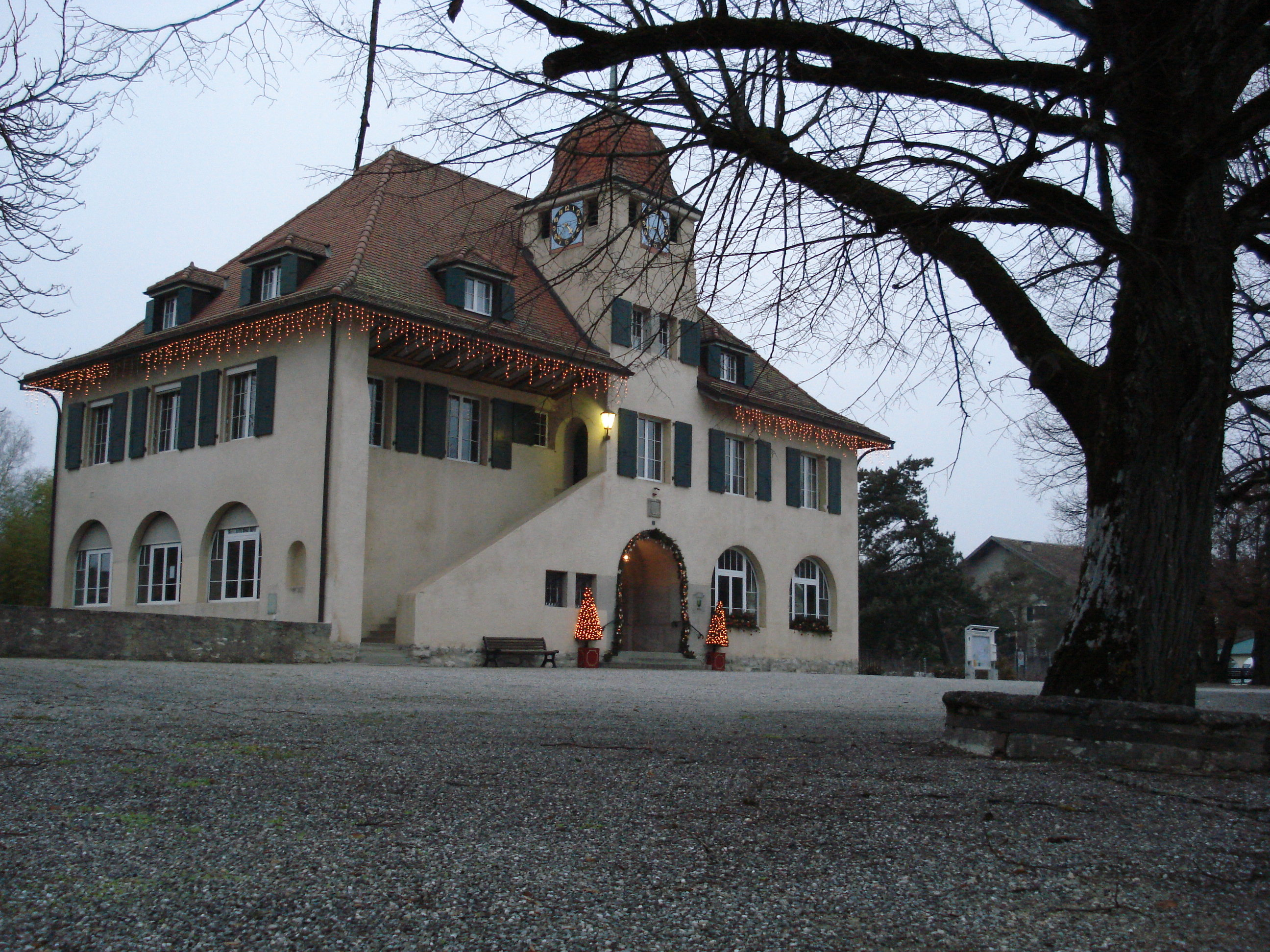
Administration Communale
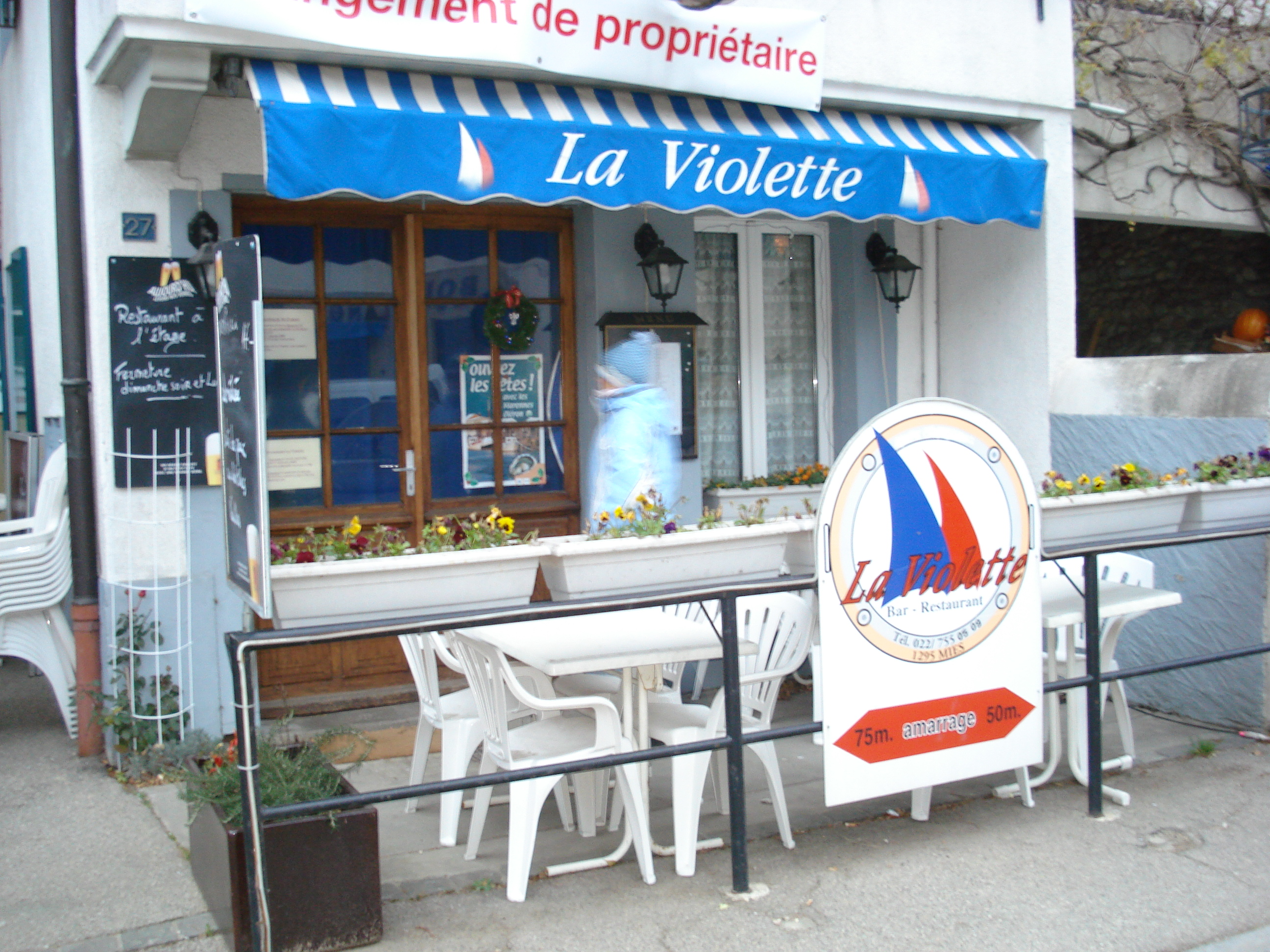
La Violette, Mies
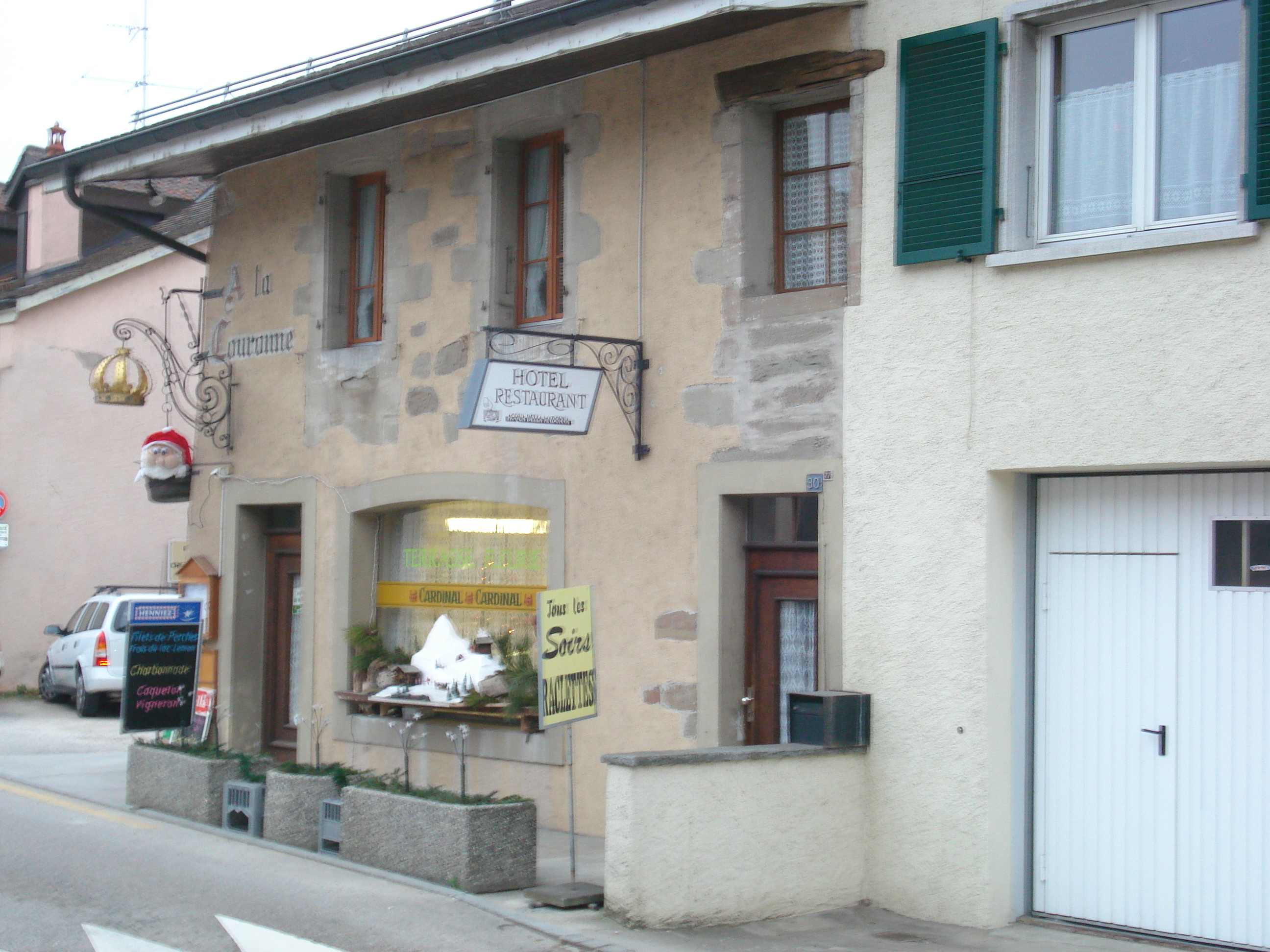
La Couronne
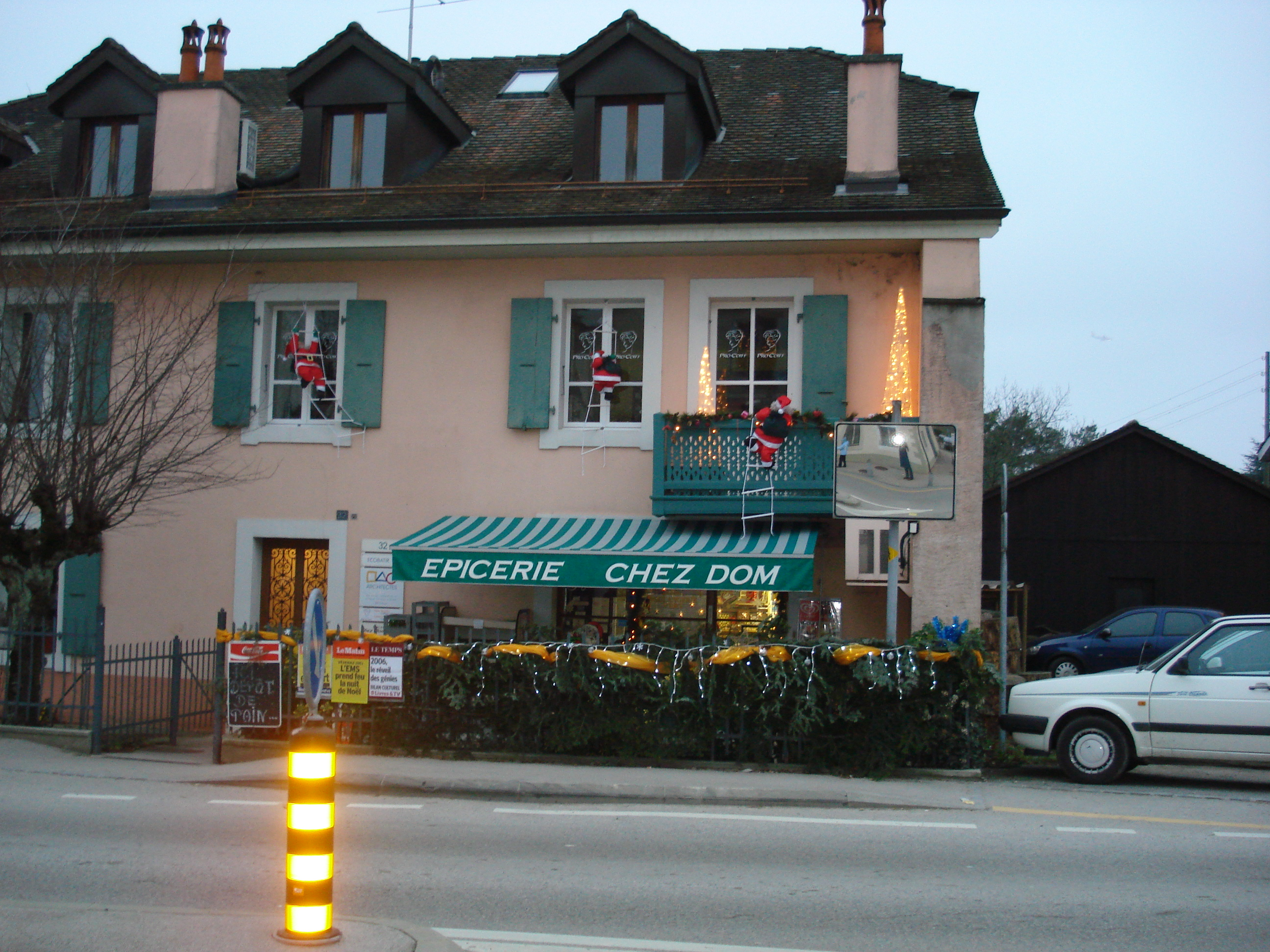
Chez Dominique
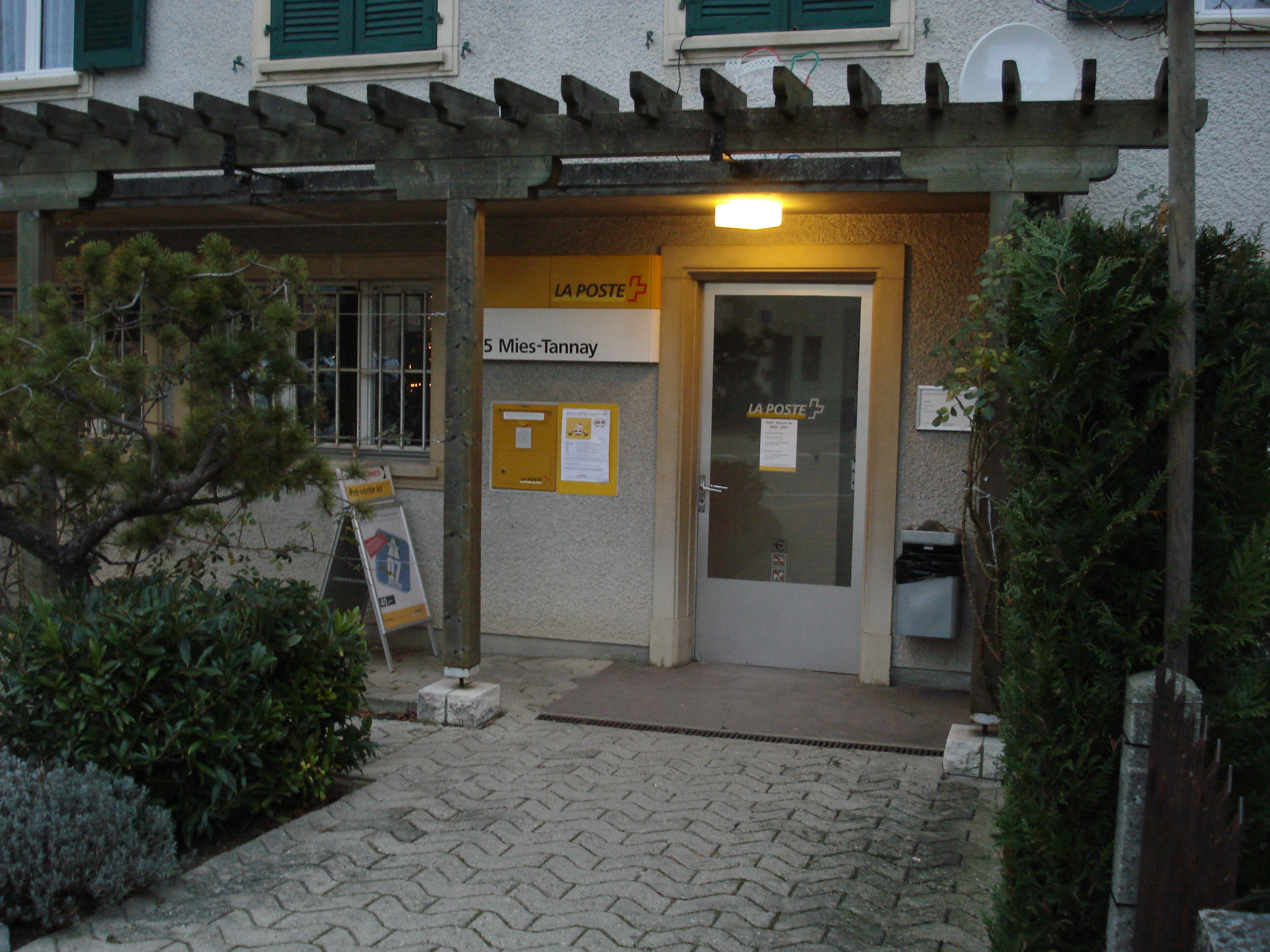
La Poste, Mies
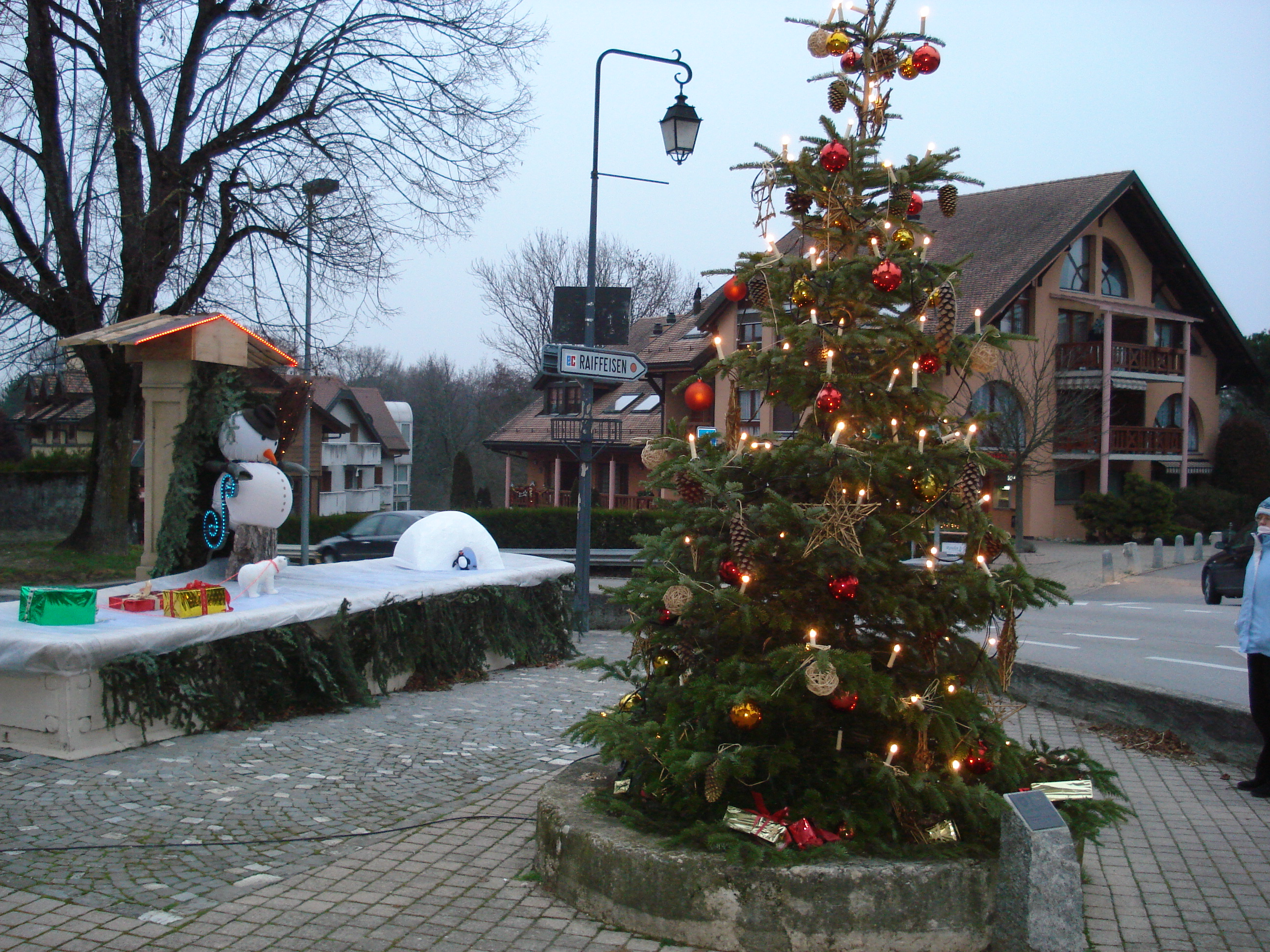
Christmas in Mies
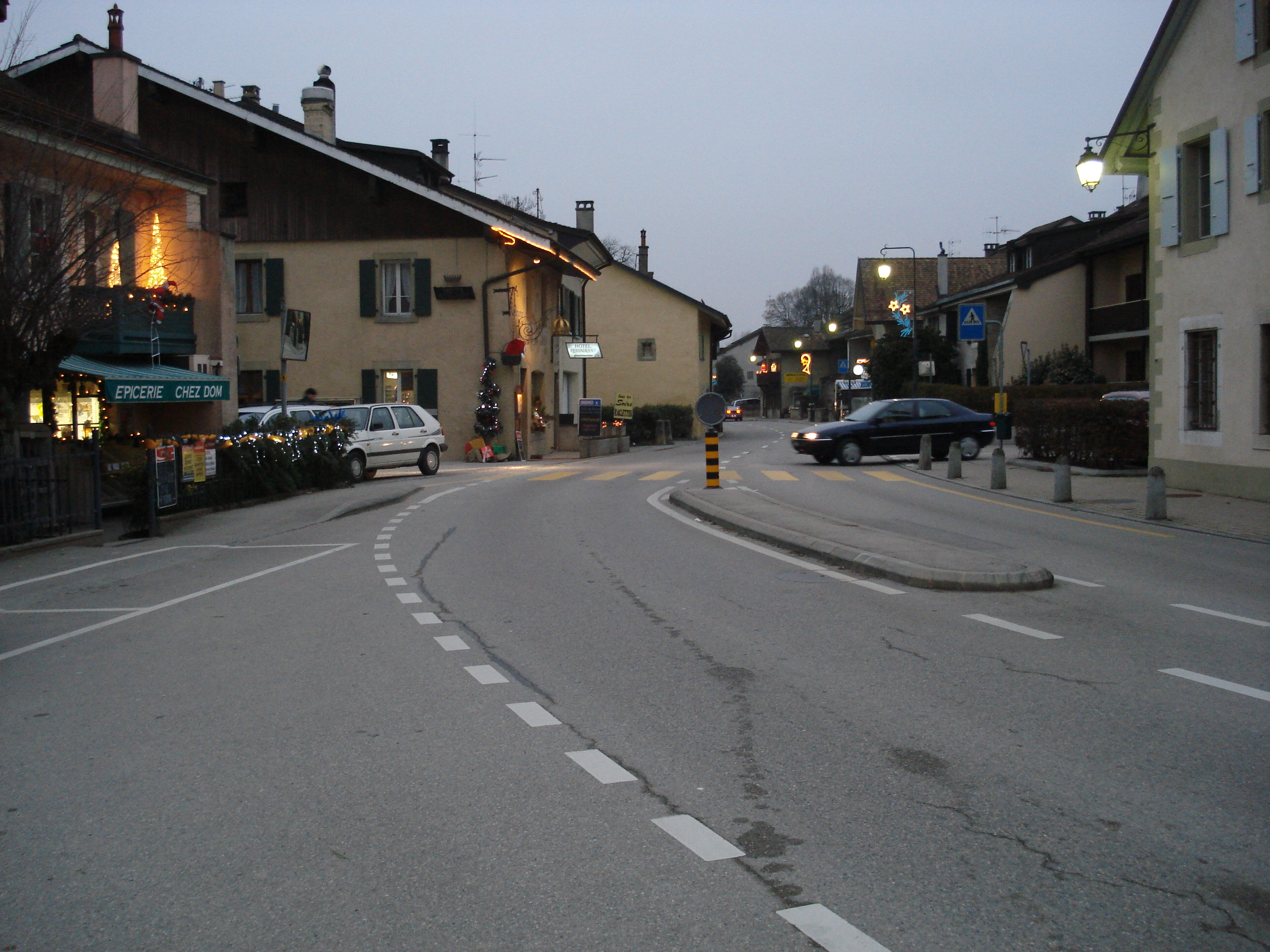
Mies village